# Гараж-хауз
Ге́рідж-ха́уз (англ. Garage house), іноді просто гараж — жанр танцювальної електронної музики, що виник в середині 1980-х років в Нью-Йорку, і отримав популярність у виконанні музикантів з Нью-Джерсі. Фактично гараж, як і паралельний чиказький рух хаусу, являє собою переосмислене в еру електронної музики диско.